# 기원전 24년

## 연호
- 전한(前漢) 양삭(陽朔) 원년

## 기년
- 전한(前漢) 성제(成帝) 9년
- 신라(新羅) 혁거세 거서간(赫居世居西干) 34년
- 고구려(高句麗) 동명성왕(東明聖王) 14년

## 사망
- 고구려(高句麗)의 태후(太后) 유화(柳花)
- 동부여(東夫餘)의 2대 국왕(國王) 금와왕(金蛙王)